# سومان راو
سومان راو (بالهندية: सुमन राव؛ بالإنجليزية: Suman Rao) هي متسابقة ملكة الجمال وعارضة هندية، ولدت في 23 نوفمبر 1998 في Amet ‏ في الهند.